# والدیش اوشکارشدوهتیر
والدیش اوشکارش‌دوهتیر (ایسلندی: Valdís Óskarsdóttir؛ زادهٔ ۱۹۵۰) یک تدوین‌گر، فیلم‌نامه‌نویس و کارگردان فیلم اهل ایسلند است.
از فیلم‌ها یا مجموعه‌های تلویزیونی که وی در آن‌ها نقش داشته‌است می‌توان به جولین کله‌خر، بلومسترفانن، جشن، بینوایان، واپسین سرود میفونه، یافتن فارستر، دریا، درخشش ابدی یک ذهن پاک، مغول، کورسک و نقطه برتری اشاره نمود.